# GSC8911-1698
GSC8911-1698 — хімічно пекулярна зоря спектрального класу A1, що має видиму зоряну величину в смузі V приблизно 10,5.